# Kalot
Kalot, též krátkozobá krymka, je okrasné plemeno holuba domácího. Je to drobný holub s krátkým zobáčkem a charakteristickým zbarvením: základní barva opeření je bílá, barevná je jen čepička na hlavě a ocas. V seznamu plemen EE a v českém vzorníku plemen náleží mezi rejdiče a to pod číslem 0900.
Plemeno pochází z Německa, kde se také převážně chová. Byl vyšlechtěn ze starohamburských kalotů a bělookých rejdičů a je blízce příbuzný současnému hamburskému krátkozobému rejdiči. Je to holub malého tělesného rámce, jeho délka těla, měřená od začátku hrudi po konec ocasu, nepřesahuje 28 cm. Je jemných tělesných tvarů. Hlava je kulatá s vystouplým čelem, zobák má světlou barvu a je zkrácený, tupý a nasazený v pravém úhlu k čelu. Oční duhovka kalota je vždy perlová. Obočnice jsou červené, nepříliš široké. Na trupu je nápadná dopředu vystupující hruď, hřbet je rovný a svažuje se mírně dozadu, ocas je dobře složený, úměrně dlouhý a nesený v linii hřbetu. Křídla jsou dobře složená a jejich letky leží na ocase, aniž by se křížily. Nohy má kalot krátké a neopeřené.
Kaloti mají přilehlé opeření a předností je peří krátké. Většina ptáků má chocholku, ta je lasturovitá, široká, přilehlá a zakončená dobře vyvinutými postranními růžicemi.
Kresba hlavy tvoří čepičku, která je od bílého opeření oddělená přímkou probíhající od koutků zobáku středem očí až do zátylku. U chocholatých kalotů je celá chocholka bílá. Barevný je též ocas a to včetně podocasníku. Uznanými barevnými rázy je černá, červená, žlutá, stříbřitá a izabelová.